# Etienne Barbara
Etienne Barbara (ur. 10 czerwca 1982 w Piecie) – maltański piłkarz występujący na pozycji napastnika. Zawodnik klubu Vancouver Whitecaps.

## Kariera klubowa
Barbara karierę rozpoczynał w 1999 roku we Florianie. Spędził tam 3,5 roku, a potem odszedł do Marsaxlokk. W 2004 roku dotarł z nim do finału Pucharu Malty. Po dwóch latach spędzonych w Marsaxlokk, na początku 2005 roku przeniósł się do Birkirkary. W tym samym roku zdobył z nim Puchar Malty, a w 2007 roku dublet, czyli mistrzostwo i puchar kraju.
W połowie 2007 roku Barbara odszedł do Sliemy Wanderers. W 2008 roku zaś przeszedł do niemieckiego klubu SC Verl z Regionalligi West. Przez rok rozegrał tam 18 spotkań. W 2009 roku wrócił na Maltę, gdzie został graczem Hibernians. Jego barwy reprezentował przez rok.
W 2010 roku Barbara podpisał kontrakt z amerykańskim zespołem Carolina RailHawks z USSF Division 2 Professional League. W 2011 roku przebywał na wypożyczeniu w Sliemie Wanderers, a potem wrócił do drużyny RailHawks, w sezonie 2011 występującej już w NASL. W tamtym sezonie z 20 bramkami na koncie Barbara został królem strzelców tej ligi.
W 2012 roku przeszedł do Vancouver Whitecaps z MLS. Zadebiutował tam 12 maja 2012 roku w przegranym 1:4 pojedynku z New England Revolution.

## Kariera reprezentacyjna
W reprezentacji Malty Barbara zadebiutował 10 września 2003 roku w zremisowanym 2:2 meczu eliminacji Mistrzostw Europy 2004 z Izraelem. 16 lutego 2004 roku w wygranym 5:2 towarzyskim pojedynku z Estonią strzelił dwa gole, które jednocześnie były pierwszymi w kadrze narodowej.